# Barbara Nawrot
Barbara Nawrot, z d. Gertchen (ur. 3 grudnia 1958 w Rawiczu) – polska koszykarka, występująca na pozycji rzucającej, wicemistrzyni Europy (1980), multimedalistka mistrzostw Polski.

## Kariera sportowa
Przez niemal całą karierę sportową była związana ze Spójnią Gdańsk, w której barwach występowała w latach 1977-1989. Z gdańskim klubem zdobyła pięć tytułów wicemistrzyni Polski (1978, 1979, 1980, 1981 i za dwa rozegrane mecze - 1989).
Z reprezentacją Polski juniorek zdobyła wicemistrzostwo Europy w 1977, z reprezentacją Polski seniorek - wicemistrzostwo Europy w 1980.

## Osiągnięcia
Drużynowe
- Wicemistrzyni Polski (1978–1981, 1989)
- Brązowa medalistka mistrzostw Polski (1986)

Reprezentacja
- Mistrzyni świata w maxi koszykówce +40 (2005)[1]
- Wicemistrzyni:
  - Europy:
    - 1980
    - U–18 (1977)
    - w maxi koszykówce +40 (2006)[1]